# Лойцкер, Хаим
Хаим Лойцкер (Ефим Борисович Лойцкер; 20 марта 1898, Канев — 1 февраля 1970, Киев) — советский еврейский и украинский образовательный деятель, писатель, языковед, литературовед, переводчик, педагог, кандидат филологических наук (1937). Автор еврейско-украинских и русско-еврейских фундаментальных словарей и учебников для высших учебных заведений. Необоснованно репрессирован, затем реабилитирован.

## Биография
Хаим Лойцкер родился 20 марта 1898 года в Каневе в семье ремесленника. После окончания четырёхклассного училища, с 1920 по 1926 год преподавал еврейский язык и литературу. С 1925 года начал печататься в периодической печати о еврейском языке и литературе. Он также был заведующим домами бездомных в Каневе и Богуславе. В 1930 году Хаим Лойцкер окончил Второй Московский государственный университет, факультет педагогики. Впоследствии преподавал в Киевском вечернем рабочем университете язык и литературу. Одновременно Хаим Борисович был на аспирантуре при Институте еврейской культуры Академии наук УССР. После этого в течение шести лет проработал старшим научным сотрудником и учёным секретарём Института еврейской культуры Академии наук УССР.
Работал учёным секретарём Кабинета еврейской культуры. Был арестован в 1948 г. Его на протяжении месяцев допрашивали и вынуждали сознаться в том, чего он никогда не делал. Он не сломался, но получил пятнадцать лет режимного спецлагеря Степлаг. Ему повезло, что умер Сталин и в конце в 1955 году при пересмотре дела был полностью реабилитирован. После освобождения печатался, в частности в журнале «Советиш геймланд» (идиш סאָוועטיש היימלאַנד‎).
Скончался 1 февраля 1970 в Киеве.

## Публикации
Статьи о творчестве Шолом-Алейхема, Менделе Мойхер-Сфорима, Д. Бергельсона, Д. Гофштейна, И.Фефер, И. Кипниса и многих других. Автор еврейско-украинских и русско-еврейских фундаментальных словарей и учебников для высших учебных заведений. Составитель хрестоматии для начальных школ «ןבעל םעיינ םוצ» («К новой жизни», Москва; Х .; Минск, 1930). Создал много научных работ, среди которых: «К лексике и словообразованию у Давида Гофштейна» (1934), «О развитии языка в ст. классах» (1935), «О состоянии уроков языка в ст. классах» (1935), «Упражнения по языку» (1936), «Идиш в школе» (1936), «О состоянии уроков языка в школе» (1937) и др. В 1960-е годы многократно печатался в журнале «Советиш геймланд». Автор примечаний и переводчик издания «Шолом-Алейхем. Собрание сочинений: В 6 т.», пер. с евр., Москва, 1971—1974. Один из составителей «Русско-еврейского (идиш) словаря» (Москва, 1984; 1989) и многое другое.